# Zsedényi Ede

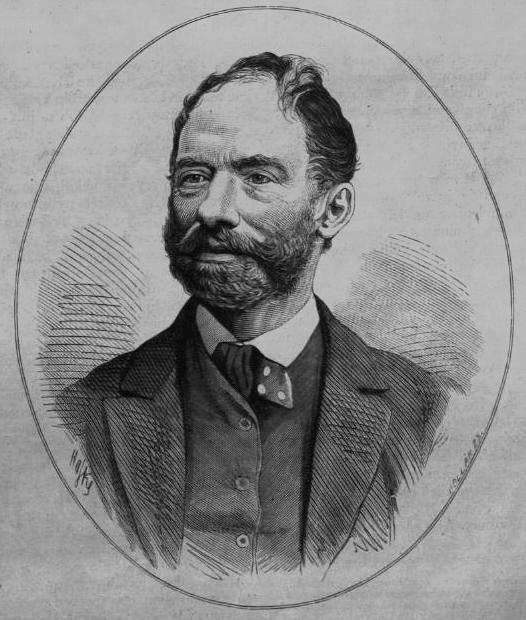
Zsedényi Ede portré

Lőcsei Zsedényi Ede (szül. Pfannschmidt Ede, Lőcse, 1804. március 21. – Budapest, 1879. február 20.) politikus, országgyűlési követ, majd képviselő, evangélikus egyházkerületi felügyelő.

## Életpályája
Cipszer családba született, egyik őse még német birodalmi nemesként települt át Magyarországra, az egykori Szepes vármegye területére, ahol hamar a megye egyik legtekintélyesebb protestáns családja lettek. Őse 1649-ben III. Ferdinándtól lőcsei előnévvel kapott magyar nemességet.
Ede tanulmányainak elvégzése után politikai pályára lépett. Nevét szélesebb családjával együtt 1824-ben magyarosította Pfannschmidtről Zsedényire. 1833-tól Szepes vármegye kormánypárti követe, az 1839-1840-iki országgyűlésen pedig vezére is volt. Az 1848–49-es forradalom és szabadságharc során ókonzervatív álláspontra helyezkedett és az udvarral maradt, 1848-ban, mint miniszteri tanácsos V. Ferdinánd királyt elkísérte Innsbruckba. Egy ideig annyira ókonzervatív (avagy „47-es”) magatartást tanúsított, hogy még azt a március 20-i levelet is ellenjegyezte, amellyel az alkotmányos vívmányok helyett Bécsből a nemzetnek kedveskedni akartak.
Batthyány Lajos perének 1849. augusztus 16-án kezdődött főtárgyalásán Zsedényi a volt miniszterelnök mellett tanúskodott, ám - hiába ismerték őt a császárhoz lojális, tehát Batthyány mellett nem elfogult emberként -, ez nem változtatott az ítéleten. Josip Jelačić szereplése és a kamarilla vitatható intézkedései azonban csakhamar kiábrándították őt az udvari pártba vetett hitéből és visszavonulásra késztették. Az eseményeket akkor is, később is figyelemmel kísérte, a protestánsok autonómiája érdekében jelentős tevékenységet fejtett ki. A tiszai evangélikus egyházkerület késmárki gyűlésén erélyesen tiltakozott az 1859-es protestáns pátens ellen, amely fellépéséért az abszolút hatalom törvény elé állította és több havi fogságra ítélte. Az eset egyúttal országos hírnevet is hozott a számára. A pátens visszavonása után a tiszai egyházkerület megválasztotta egyházkerületi felügyelőnek, Máday Károly szuperintendens elnöktársaként. Ezt a tisztségét egészen 1875-ig töltötte be.
1860-ban ennek ellenére ismét munkát vállalt a kancellárián, ahol Vay Miklós visszavonulásával ő is otthagyta állását. Csak a kiegyezés után tűnt fel ismét a parlamentben, eleinte a Deák-párt, majd a fúzió után már, mint a Szabadelvű Párt tagja. 1875-ben összeveszett a Zeneakadémia akkori elnökével, Liszt Ferenccel, a parlamentben a híres zeneszerző ellen interpellált, mint a pénzügyi bizottság tagja. A vitát követően a Zenészeti Lapokban így írtak az esetről: „Soha még a parlamentben oly botrányos, primitív és annak szellemi szupremáciáját érzékenyebben sértő nyilatkozatok nem történtek...".
Közmondássá vált takarékosságával szerzett jelentékeny vagyonát evangélikus egyházi és iskolai célokra fordította. Értékes könyvtárát a Lőcsei egyházközségre hagyta.
Egyik rokona, Zsedényi Béla szintén politikus lett, 1944-1945-ben az Ideiglenes Nemzetgyűlés elnöke volt, majd 1947-ig országgyűlési képviselő.

## Művei
- Szepes megye országgyűlési követének beszéde (Lőcse, 1844)
- Ungarns Gegenwart (Wien, 1850)
- Die Verantwortlichkeit des Ministeriums und Ungarns Zustände (Wien, 1851)
- Vertheidigungs-Rede (London, 1860)

Irodalom: Klestinszky László: Zs. E. (Kassa, 1880.)

## További információ
- Eötvös Károly: Zsedényi Eduárd. In: Eötvös Károly munkái V. Magyar alakok. Bp, 1901. 234-247. old. Online
- Sírköve a lőcsei evangélikus temetőben